# Rudi (Band)
Rudi war eine nordirische Musikband, die von 1975 bis 1982 existierte. Sie gilt als erste Punkband Belfasts. Einige von Rudis Liedern hatten politische Inhalte und thematisierten unter anderem Polizeigewalt in Nordirland. Im Gegensatz zu anderen Bands wie The Undertones oder Stiff Little Fingers, die ebenfalls aus Nordirland kamen, schaffte Rudi den kommerziellen Durchbruch nicht. Ein Albumtitel bezeichnet Rudi retrospektiv als „die Band, die von der Zeit vergessen wurde“.

## Bandgeschichte

### Anfänge
Rudi formierte sich 1975. Gründungsmitglieder waren Drew Brown, Leigh Carson, Graham Marshall, Ronnie Matthews und Brian Young, die alle aus Belfast kamen. Brown und Carson verließen die Band bereits im ersten Jahr. Marshall, der anfänglich zweite Gitarre spielte, übernahm daraufhin das Schlagzeug. Am Bass kamen zunächst Johnny Stewart (1976) und ab 1977 der bisherige Stiff-Little-Fingers-Bassist Gordon Blair zum Einsatz, der dort im Herbst 1976 wegen zunehmender Unzuverlässigkeit infolge seiner Alkoholkrankheit entlassen worden war. Im letzten Jahr kam der Keyboard-Spieler Paul Martin hinzu. Den Bandnamen Rudi leiteten sie von dem Lied Oo Oo Rudi ab, das die britische Glam-Rock-Gruppe The Jook 1973 veröffentlicht hatte.
Anfänglich spielte Rudi Rock ’n’ Roll und Glam Rock. Brian Young war ein Marc-Bolan-Fan und kopierte mit Rudi zunächst unter anderem den Stil und die Lieder von dessen Band T. Rex.

### Hinwendung zum Punk
Das erste Album der Ramones weckte im Frühjahr 1976 Youngs Interesse an der Punk-Musik, woraufhin die Band ihren Stil entsprechend änderte. Zunächst übernahm Rudi das Material der Sex Pistols und anderer britischer Punkbands, ging dann aber im Laufe des Jahres 1977 dazu über, eigene Lieder zu schreiben. (Fill Your Balls with) Alcohol war das erste selbst verfasste Lied der Band.
1976 und 1977 spielte Rudi vor allem in Belfast und den Nachbarstädten Holywood und Bangor. Weil die Band in dieser Zeit noch keinen Zugang zu den etablierten Clubs bekam, mietete sie vielfach Veranstaltungsräume in Hotels. Erst ab 1978 konnte sie regelmäßig in bekannten Clubs spielen; unter anderem wurde die Belfaster Harp Bar zu einer häufig gebuchten Location.

### Die Terri-Hooley-Jahre
Im Februar 1978 erhielt Rudi den ersten Plattenvertrag von Terri Hooley, der seit 1976 in Belfast einen auf Punkmusik spezialisierten Schallplattenladen mit der Bezeichnung Good Vibrations betrieb. Hooley produzierte mit Rudi die Single Big Time, die im April 1978 veröffentlicht wurde. Sie war die erste Single, die Good Vibrations als Musiklabel herausbrachte, und nach Suspect Device von den Stiff Little Fingers die zweite Punk-Single nordirischer Produktion. Big Time wurde im Laufe des Frühjahrs 1978 zu einem kleinen kommerziellen Erfolg, der auch landesweit wahrgenommen wurde. In der zweiten Jahreshälfte 1978 zogen die Musiker der Band vorübergehend nach London. Hier spielten sie im Spätsommer und Herbst auf einer Reihe von Veranstaltungen mit den Stiff Little Fingers und anderen Punkbands, durch die Rudi in der Londoner Punkszene zunehmend bekannt wurde. Nachdem Matthews und Marshall wegen eines Verkehrsdelikts verhaftet worden waren und die Auflage erhielten, nach Nordirland zurückzukehren, um einer längeren Strafe zu entgehen, verlagerte die Band zum Jahresende ihren Mittelpunkt wieder nach Belfast.
1979 brachte Rudi bei Good Vibrations die EP I Spy heraus, die vier Lieder enthielt (I Spy, Genuine Reply, Sometimes und Ripped In Two). Neben zahlreichen Live-Auftritten in einer landesweiten Tournee erschien die Band 1979 und auch in verschiedenen Radio- und Fernsehsendungen, unter ihnen Something Else, eine auf Jugendliche zugeschnittene Musiksendung von BBC2 (Dezember 1979) und The Evening Session auf BBC Radio 1 (April 1980).
In diesem Jahr erhielt Rudi ein Angebot des etablierten, international aufgestellten Plattenlabels Polydor, das allerdings mit der Bedingung verknüpft war, dass der Schlagzeuger Graham Marshall die Band verließ. Da Rudi an Marshall festhielt, kam der Vertrag nicht zustande. Zum Jahresende kam es zu Problemen mit dem bisherigen Label: Im November 1979 hatte die Band zwei neue Lieder (The Pressure’s on und Who? You!) eingespielt, die parallel zu einem TV-Auftritt der Band im Dezember auf den Markt kommen sollten; Good Vibrations hielt die Aufnahmen allerdings zurück und veröffentlichte sie auch in den folgenden Monaten nicht. Im April 1980 trennte sich Rudi daraufhin von Terri Hooleys Label. Für den Rest des Jahres war die Band ohne Plattenvertrag.

### Im Umfeld von The Jam
1981 hatte Rudi, vermittelt durch Pete Waterman, die Möglichkeit, einen Plattenvertrag mit der deutschen Ariola abzuschließen, entschied sich dann aber für das neu geschaffene und von Paul Weller unterstützte britische Label Jamming!, das im August 1981 – vier Wochen nach Vertragsschluss – als erste eigene Produktion die Rudi-Single When I was Dead auf den Markt brachte. Neben dem Titelsong enthielt die Platte Studioaufnahmen von Bewerewolf! and The Pressure’s On. In den ersten drei Tagen wurden mehr als 2000 Exemplare verkauft; die Single erreichte Platz 29 der U.K. Independent Charts. Einen Monat später war Rudi Gast der Peel Sessions. Im Februar 1982 später folgte die Single Crimson mit 14 Steps auf der B-Seite, die das Magazin Sounds im April 1982 zur „Single der Woche“ kürte und die auf Platz 23 der UK Independent Charts kam.
In diesen Monaten intensivierte Rudi die Verbindung zu Paul Weller und dessen Band The Jam. Bereits seit Ende 1981 war Rudi wiederholt bei The-Jam-Konzerten als Vorgruppe aufgetreten, und John Weller, Paul Wellers Vater und Manager von The Jam, war maßgeblich für die Organisation einer Rudi-Tournee verantwortlich, die die Band im April und im Mai 1982 durch zahlreiche britische Städte führte. Die Entwicklung endete, als Paul Weller im Sommer 1982 ankündigte, The Jam zu verlassen. Zum Ende des Jahres löste sich The Jam auf, kurz darauf stellte auch das Label Jamming! den Betrieb ein. Rudis Musiker entschieden daraufhin ebenfalls, ihre Band aufzulösen.
Young, Matthews und Marshall versuchten 1983 einen Neubeginn mit der Punk-Funk-Band Station Superheaven!, die bereits nach einem Jahr ihr Ende fand. Young gründete in den folgenden Jahren eine Reihe weiterer Bands, darunter The Tigersharks (1987), The Roughnecks (1991) und The Sabrejets.

## Lieder
Rudi spielte von 1978 bis 1982 etwa 20 Lieder in mehreren Studiosessions in Nordirland und in London ein; darüber hinaus spielte die Band live auch Lieder, die nicht auf Schallplatte erhältlich waren. Von besonderer Bedeutung sind Cops und Big Time.

### Cops
Eines der markantesten Lieder aus Rudis Frühphase war Cops mit der Textzeile We Hate the Cops (deutsch: „Wir hassen die Bullen“). Cops bezieht sich auf die gewaltsamen Auseinandersetzungen örtlicher Punks mit der nordirischen Polizeieinheit Royal Ulster Constabulary nach der Absage eines Konzerts von The Clash in Belfast am 20. Oktober 1977, die als Battle of Bedford Street bekannt geworden sind. Zu Beginn des Liedes wurde wiederholt die Buchstabenfolge „SS RUC“ gerufen, die eine Gleichsetzung der Royal Ulster Constabulary (RUC) mit der nationalsozialistischen Schutzstaffel (SS) implizierte. Die Band wollte mit dem Lied thematisch nicht die Troubles aufgreifen, die gewaltsamen Auseinandersetzungen zwischen Protestanten und Katholiken in den 1970er-Jahren, sondern bezog es ausschließlich auf dieses konkrete Ereignis, das nach Ansicht vieler Autoren eine von wenigen Auseinandersetzungen jener Zeit war, die keinen konfessionellen Hintergrund hatten. 1978 spielte Rudi das Lied regelmäßig bei Live-Auftritten; es wurde in der Folgezeit zur „Hymne der Belfaster Punkszene“ (Belfast Punk Anthem). Nachdem politische Gruppierungen Cops und vor allem den Buchstabencode „SS RUC“ für den Einsatz bei konfessionell geprägten Auseinandersetzungen übernommen hatten, nahm die Band das Lied allerdings aus dem Programm.

### Big Time
Das im Februar 1978 in den Templepatrick Studios aufgenommene und April 1978 auf den Markt gebrachte Lied Big Time war Rudis erste Singleveröffentlichung. Big Time bezog sich auf die gleichnamige Fernsehserie der BBC, eine frühe Form der Castingshows, die unbekannten Personen ein Forum für die Darbietung ihrer Talente bereitstellte und einige von ihnen zu Stars machte. In dem Lied kritisierte Rudi die Künstlichkeit dieser Auftritte, die im Gegensatz zu der von ihnen bevorzugten „Do-It-Yourself-Autonomie der Punk-Szene“ stand.
Eine im Januar 1978 im The Pound live gesungene Version von Big Time veranlasste Terri Hooley, Rudi unter Vertrag zu nehmen und eine Schallplatte mit der Band zu produzieren.

## Bedeutung

### Bedeutung für die Punkszene
Rudi bezeichnet sich selbst als die erste Punkband Belfasts. Diese Einschätzung wird von vielen Autoren gestützt. Gruppen wie die Stiff Little Fingers, The Outcasts, Ruefex, Protex und Victim stellten in Rudis Gefolge ihren Stil ebenfalls auf Punk um oder begannen unmittelbar mit der Gründung, Punkmusik zu spielen. Rudi hatte allerdings die größte Fangemeinde unter den nordirischen Punkbands.

### Bedeutung für Nordirland
Nordirland stand in den 1970er-Jahren unter dem Einfluss konfessionell geprägter, bürgerkriegsartiger Auseinandersetzungen, die als Troubles bezeichnet werden. Die nordirische Gesellschaft war tief gespalten; die Spaltung gipfelte in blutigen Kämpfen. In diesem „trostlosen Leben“ bildete die Lebensform des Punk eine Ausnahme. Er war eine Alternative zu den Troubles: Laut Ian Glasper war Punk nicht nur eine Art der Bekleidung oder eine Musikrichtung, sondern eine Art zu leben; Punk war ein Ausweg aus dem allgegenwärtigen Hass jener Jahre. Punk war in Nordirland eine nicht-trennende Bewegung (non-sectarian). In diesem Zusammenhang weisen einige Autoren Rudi erhebliche gesellschaftliche Bedeutung für die Belfaster Jugend zu: Die Band habe die Einstellung der Menschen in Belfast zur Zeit der Troubles erheblich beeinflusst. Rudis Gitarrist und Bassist Ronnie Matthews erklärte hierzu: „Wir versuchen, die Tatsache zu vermitteln, dass es einen Weg hier heraus gibt.“

## Diskografie
Rudi nahm von 1978 bis 1982 etwa 20 Lieder auf. Ein Dutzend von ihnen wurden während der Existenz der Band auf vier Singles und EPs veröffentlicht. Einige Aufnahmen, die Rudi in dieser Zeit für Radio- oder Fernsehshows produzierte, kamen zunächst nicht als Schallplatten auf den Markt. 20 Jahre nach Auflösung der Band brachte das deutsche Label Last Year’s Youth zwei Singles mit alten Liedern der Band heraus und produzierte zwei Alben, die nahezu das gesamte Rudi-Werk zusammenfassen.

### Singles und EPs
| Jahr | Titel Album     | Höchstplatzierung, Gesamtwochen, AuszeichnungChartsChartplatzierungen (Jahr, Titel, Album, Platzierungen, Wochen, Auszeichnungen, Anmerkungen) | Anmerkungen                       |
| Jahr | Titel Album     | UK | Anmerkungen                       |
| ---- | --------------- | --- | --------------------------------- |
| 1978 | Big Time        | UK—UK | Erstveröffentlichung April 1978   |
| 1979 | I Spy           | UK—UK | Erstveröffentlichung 1979         |
| 1981 | When I Was Dead | UK29 (… Wo.)UK | Erstveröffentlichung August 1981  |
| 1982 | Crimson         | UK23 (… Wo.)UK | Erstveröffentlichung Februar 1982 |

Weitere Singles und EPs:
- 2000: The Pressure’s On
- 2001: 14 Steps to Death
- 2002: Yummy Yummy

### Kompilationen
- 1996: Big Time – The Best of Rudi
- 2002: The Band That Time Forgot
- 2002: The Complete Rudi Singles Collection
- 2005: The Radio Sessions 1979–1981